# Michel Sanchis
Pour les articles homonymes, voir Sanchís.
Michel Sanchis, né le 3 septembre 1951, est un judoka français. 
Il est médaillé d'argent aux Championnats du monde de judo 1979 à Paris ainsi qu'aux Jeux méditerranéens de 1979 à Split en catégorie des moins de 86 kg.